# Гай Евеквоз
Гай Евеквоз (20 квітня 1952 ) — швейцарський фехтувальник на шпагах, срібний призер Олімпійських ігор 1972 року.

## Виступи на Олімпіадах
| Олімпіада   | Дисципліна     | Місце |
| ----------- | -------------- | ----- |
| Мюнхен 1972 | командна шпага | 2     |